# Unterseeboot 855
L'Unterseeboot 855 (ou U-855) est un sous-marin allemand utilisé par la Kriegsmarine pendant la Seconde Guerre mondiale.

## Historique
Après sa formation à Stettin en Allemagne au sein de la 4. Unterseebootsflottille jusqu'au 2 avril 1944, l'U-855 est affecté à une formation de combat à la base sous-marine de Lorient, dans la 10. Unterseebootsflottille.
L'U-855 disparaît le 11 septembre 1944 dans l'Atlantique Nord, à l'ouest de Bergen, lors d'une patrouille de collecte de renseignements météorologiques. La cause du naufrage est probablement une explosion de mine marine au passage du barrage disposé entre l'Islande et les îles Féroé.
 
Les cinquante-six membres d'équipage meurent dans cette disparition.

## Affectations successives
- 4. Unterseebootsflottille du 2 août 1943 au 2 avril 1944
- 10. Unterseebootsflottille du 3 avril 1944 au 11 septembre 1944

## Commandement
- Kapitänleutnant Albert Sürenhagen du 2 août 1943 au 31 mars 1944
- Oberleutnant Berthold Hashagen du 1er avril 1944 au 11 septembre 1944

## Navires coulés
L'U-855 n'a endommagé, ni coulé de navire au cours de l'unique patrouille qu'il effectua.

## Sources
- « U-855 », sur Uboat.net